# Ле Перле (Казерта)
Ле Перле је насеље у Италији у округу Казерта, региону Кампанија.
Према процени из 2011. у насељу је живело 16 становника. Насеље се налази на надморској висини од 5 м.